# Bobi Morou
Bobi Džo Morou (15. oktobar 1935 – 30. maj 2020) bio je američki sprinter koji je osvojio tri zlatne medalje na Olimpijskim igrama 1956. godine. On je bio jedan od „dominantnih sprintera 1950-ih” i „najopušteniji sprinter svih vremena, čak više od svog heroja Džesija Ovensa”.

## Detinjstvo i mladost
Morou je rođen u Harlindženu u Teksasu, 15. oktobra 1935, i odrastao je na farmi pamuka i šargarepe na periferiji San Benita u Teksasu. Pre nego što je postao sprinter, Morou je igrao fudbal za srednju školu San Benito. Morou je takođe bio sprinter za Abilin hrišćanski univerzitet, i postao je član muškog kluba Frater Sodalis 1955. godine.

## Karijera
Morou je osvojio AAU titulu za 100-jardi 1955. Njegova najuspešnija sezona bila je 1956. godine, kada ga je časopis Sports Ilustrated izabrao za „Sportistu godine”. Morou je pobedio na dvostrukom sprintu na državnim prvenstvima koledža i odbranio je svoju AAU titulu. Morou je potom otišao na Letnje olimpijske igre 1956. godine u Melburnu, gde je osvojio tri zlatne medalje i bio vođa američkog sprinterskog tima. Prvo je pobedio u trci na 100 metara. Potom je predvodio američko ubiranje medalja u trci na 200 metara, dok je izjednačio svetski rekord na toj razdaljini sa vremenom od 20,6 sekundi (nezvanično, samoizmereno vreme je bilo 20,75). Svoje treće zlato osvojio je tako što je predvodio štafetnu reprezentaciju na 4 × 100 metara do svetskog rekordnog vremena. On je bio prvi sprinter nakon što je Džesi Ovens 1936. godine osvojio zlatne medalje u ta tri događaja.
Morou je stekao veliku slavu nakon što je osvojio svoje tri zlatne medalje, a našao se na naslovnim stranicama časopisa Lajf i Sport, kao i Sports Illustrated. On se pojavio u emisijama The Ed Sullivan Show i Arthur Godfrey and His Friends, i obratio se zajedničkoj sednici Teksaškog parlamenta.
Morou je svoj uspeh na nacionalnom nivou nastavio i posle Olimpijskih igara, ali povukao se 1958. godine, i postao poljoprivrednik i drvodjelja. Nakratko se vratio pre Olimpijskih igara 1960, ali nije uspeo da se kvalifikuje za američki olimpijski tim.

## Ostavština
Oktobra 2006, srednja škola San Benito imenovala je svoj novi sportski objekat sa 11.000 sedišta Bobi Morou stadijum. Morou je bio na raspolaganju da pomogne u posvećivanju novog objekta. On je primljen u Nacionalnu dvoranu slavnih u atletskim disciplinama 1989. godine i u Dvoranu slavnih atletskih trenera Teksasa 2016. godine.

## Lični život
Morou je bio oženjen za Džo An Strikland, koju je upoznao u srednjoj školi, u onome što je opisano kao „brak iz bajke”. Oni su se preselili u Odesu, a kasnije i u Hjuston, gde je započeo karijeru u bankarstvu koju je napustio da bi trenirao za Olimpijske igre 1960. godine. Oni su se razveli oko 1968. godine. On se potom se preselio u Ohajo, gde je upoznao i oženio Džudi.
Morou je umro iz prirodnih razloga 30. maja 2020. godine u svojoj kući u San Benitu u Teksasu u 84. godini.

## Literatura
- Linthorne, Nicholas P. (јун 1995). „The 100-m World Record by Florence Griffith-Joyner at the 1988 U.S. Olympic Trials” (PDF). Brunel University. Архивирано из оригинала (PDF) 16. 09. 2012. г. Приступљено 24. 3. 2012.
- Bob Harris; Ramela Mills; Shanon Parker-Bennett (22. 6. 2004). BTEC First Sport. Heinemann. стр. 35. ISBN 978-0-435-45460-9.
- „The Day - Google News Archive Search”. news.google.com.
- „Athletics Weekly • View topic - IAAF Tweaks False Start Rule”. Архивирано из оригинала 29. 7. 2014. г. Приступљено 23. 8. 2012.
- „Converting Times from English to Metric Distances”. National Federation of State High School Associations. Архивирано из оригинала 16. 3. 2008. г. Приступљено 26. 12. 2007.